# 卡迪尔·吉姆盖金
卡迪尔·拉西莫维奇·吉姆盖金 （俄语：Кадыр Рахимович Тимергазин；1913年2月5日（格里历 2月18日）—1963年4月4日）是苏联一位石油地质学家和地质矿物学教授。

## 生平
卡迪尔·吉姆盖金是一位全博士學位获得者，作为一个科学界以及巴什基尔的代表曾在苏维埃政府任职，他也是巴什基爾蘇維埃社會主義自治共和國的最高委员会的副主席。
吉姆盖金出身于一个贫苦农民家庭，他是这个家庭第八个也是最小的孩子，从小随家庭放羊和耕作。在他14岁时，被送往阿爾加亞什區上学。1930年，考入了喀山国立大学，并于1935年于地质学院毕业。
1935年在乌法，一个负责解决含油气岩层的结构和层理条件，勘察方向等问题的科学实验室建立了，设有有地球化学、石油、沥青实验室，并设有和矿工联系的部门组织。除了吉姆蓋金外，诸如A·A·特罗菲穆克、A·J·维塞尔诺娃、V·A·巴拉维、A·F·谢默夫、M·F·米可朱可夫、P·S·珀费杰夫等石油精炼行业的著名专家也在這裡展開研究。
两年后，作为一位地质学家他开始在中央研究实验室的工业地质学和岩相学实验室工作。从1937年到1941年，吉姆盖金领导了苏联石油部地质学会的中央研究实验室。
1941年吉姆盖金加入苏联红军，在蒙古的外貝加爾山脈前线指挥一个炮兵排，随后在阿什哈巴德的军校进修两年。从1943年到1945年，他在第1白俄罗斯方面军的第397步兵师服役。吉姆盖金参加了解放白俄罗斯、波罗的海诸国、波兰、东德的战役，以及攻占柏林以及易北河会师的任务。在卫国战争结束后，仍在1945年至1946年于德国占领区服役。在他整个服役期间，荣获各种勋章（见后：荣誉标题）。
1946 年至1947年，吉姆盖金领导了中央研究实验室协会，即日后乌法石油研究所（UfNII）的前身。从1947年到1950年，在乌法石油研究所（UfNII）担任岩性和地球化学实验室的负责人。1950年至1951年，他担任乌法石油研究所（UfNII）地质部门负责人，随后担任巴什基爾蘇維埃社會主義自治共和國的矿业和地质研究所所长至1953年。之后他负责石油地质矿产与地质研究所实验室（现为俄罗斯科学院乌法科学中心地质研究所）。
1958年，吉姆盖金获得了地质和矿物学博士学位。从1959年到1963年，他担任巴什基爾蘇維埃社會主義自治共和國最高委员会副主席。 1960年，吉姆盖金成为教授，并于1963年成为俄罗斯苏维埃联邦社会主义共和国最高苏维埃的代表。 同年4月4日，死于肾炎。

## 成就
吉姆盖金是第一个研究南乌拉尔山脉西坡的岩石学的科学家，也对图伊马济地区的二叠纪煤和岩石以及泥盆纪沉积物进行了细致研究。他的工作影响了苏联对石油和天然气田的勘探。 在他的整个职业生涯中，共发表了70篇科学论文。

## 荣誉
- 荣誉勋章 (苏联)（1948年和1957年两次
- 卫国战争勋章
- 红星勋章
- 解放华沙奖章
- 攻克柏林獎章
- 1941-1945年伟大卫国战争战胜德国奖章 (1951年)
- 俄罗斯苏联同盟社会主义共和国的荣誉科学家(1957年6月6日)"以表彰他对地质科学发展作出的伟大贡献"[來源請求]

## 书籍
1. Essays on the History of Bashkir Oil. Ufa Bashgosizdat, 1956.
2. Pre-Devonian Formation of Western Bashkiria and Prospects for Oil and Gas. Ufa: Mining and Geology. Inst BFAN USSR, 1959. 331.
3. Stratigraphic Scheme of Devonian Deposits of Volga-Ural Oil: Unified Design Scheme (ed.). Ufa: Univ. BFAN USSR, 1959, p. 21.
4. Bashkir Oil: History and Prospects for Development. - Ufa Bashknigoizdat, 1959.
5. Ancient Deposits of Western Bashkiria (ed.). Academy of Sciences of the USSR, 1960.[4]
6. Selected Works, Book 1: Terrigenous rocks of the Devonian Bavlinsky-Tuimazinsky Oil Region. Ufa: Guillem, 2000. ISBN 5-7501-0188-65-7501-0188-6.
7. Selected Works, Book 2: Pre-Devonian Formation of Western Bashkiria and Prospects for Oil and Gas. Ufa: Guillem, 2006.
8. TIMERGAZIN, K. (1955). O GENEZISE SULFIDOV V DEVONSKIKH I BOLEE DREVNIKH PORODAKH NA VOSTOKE RUSSKOI PLATFORMY. DOKLADY AKADEMII NAUK SSSR, 105(2), 345-346.